# 外鰓
外鰓（がいさい、そとえら）は、鰓蓋に覆われておらず外部に突出した形態を持つえらである。大半の魚類に見られるえらは内鰓と呼ばれ、鰓弓どうしが互いに向かい合った面に生じた鰓弁に由来するが、外鰓は鰓弓の外面から突出した突起であり、内鰓とは別個の器官である。ポリプテルス類、ハイギョ類、両生類の幼若個体が外鰓を持つ。成長し、肺呼吸をするようになると縮小・消失するが、一部の種は終生外鰓を保持する。

## ポリプテルス類
全てのポリプテルス類の稚魚が発達した外鰓を有する。成長に伴い肺が発達するにつれ、外鰓は縮小または消失し、内鰓と肺による呼吸へと移行する。

## ハイギョ類
ハイギョ3属のうち、ネオケラトドゥス属を除く、プロトプテルス属とレピドシレン属の稚魚には何対かの外鰓が発達する。外鰓は成長するにつれ吸収され縮小・消失し（痕跡が残る場合もある）、内鰓（主として二酸化炭素の排出）と肺（主として酸素の吸収）による呼吸に移行する。

## 両生類
⇒えら#両生類を参照。